# Calila y Dimna
Calila e Dimna es una colección de unos setenta relatos morales o apólogos de origen hindú fechada hacia 1251, y probablemente traducida por orden de Alfonso X el Sabio al castellano cuanto todavía era un príncipe. Originariamente era una obra escrita en sánscrito y mucho más antigua, traducida al persa medio en la era sasánida. Calila y Dimna, llamada así por los nombres de dos chacales, es una obra de literatura sapiencial en la que se narran cuentos y apólogos (en especial fábulas) para ejemplificar conductas morales. Una gran parte de los cuentos narrados tienen que ver con estos dos chacales. El origen hindú de estos cuentos se data entre los años 500 y 100 a. C.
La obra es también una compilación de máximas de los sabios de la Antigüedad, redactadas en muchas lenguas y legadas a sus hijos y admiradas en los siglos posteriores. En sus cuentos y fábulas (que los árabes atribuían a sus propios poetas esópicos, personajes como Bidpai, por otros nombres Pilpay, Baldaba o Sendebar, o a Locman el Sabio) se palpa una sabiduría práctica y se aprende cómo vivir y cómo hablar. Entre muchas obras relacionadas con Alfonso X, el Calila e Dimna es la más literaria. Su materia narrativa procede de la literatura oriental, pues traduce fielmente el texto árabe del Kalila wa-Dimna (كليلة ودمنة), que a su vez es la traducción que el iraní Ibn Al-Muqaffa hizo al árabe del texto en el siglo VIII (de donde se difundió por toda Europa), y este por su parte procede del Panchatantra hindú (hacia el año 300 d. C.) En el año 570 fue traducida al pahlavi (o persa literario) y pocos años más tarde al sirio.
Conecta con los manuales sapienciales de educación de príncipes mediante el motivo oriental de las preguntas y respuestas entre el rey y un filósofo, que da paso a una serie de apólogos (cuentos ejemplarizantes o exempla) contados y protagonizados por animales: un buey, un león y dos zorros / lobos / chacales llamados «Calila» y «Dimna», que son quienes cuentan un mayor número de cuentos, en muchas ocasiones imbricados unos en otros en la llamada «estructura de muñecas rusas» (o de relatos enmarcados).
Abundan, muy modernamente, los monólogos introspectivos, y se usa el diálogo con función dramática. La localización, sin embargo, es muy esquemática, y la acción más bien escasa. Una estructura muy similar se utiliza en la obra maestra de Don Juan Manuel El conde Lucanor (siglo XIV).

## Transmisión y traducción
Los cuentos del Calila y Dimna alcanzaron una gran difusión por Europa gracias a la traducción al latín de una versión en hebreo que hizo a fines del siglo XIII el judío converso Giovanni da Capua en Roma para el cardenal Matteo Rubeo Orsini (c. 1260 - 1305). El texto original procedía de India, y compilaba múltiples fuentes (Panchatantra principalmente, Hitopadesa...) , y había llegado a Europa a través de muchas traducciones intermedias: del sánscrito al pahlavi (alrededor del siglo VI), posteriormente del pahlavi al árabe (traducción de Abd-Allāh Ibn al-Muqaffaʿ, siglo VIII, con adiciones morales y un prólogo) y finalmente del árabe al hebreo (siglo XII), desde donde sacó su versión latina Giovanni da Capua. De esta última se deriva, entre otras, una traducción al español (Juan de Capua, Exemplario contra los engaños y peligros del mundo, 1493), de la que a su vez descendió la versión en italiano de Agnolo Firenzuola publicada póstuma con otros escritos suyos en 1548 y conocida como La prima veste dei discorsi degli animali. La versión italiana de Doni deriva en cambio directamente de la traducción latina de Giovanni da Capua.
Una de las fuentes del Calila y Dimna es el Panchatantra, escrito en sánscrito y cuyo significado es “Los cinco capítulos”. La tradición considera que el autor de esta obra fue Borzuyeh, el mayor de los médicos de Persia, y la escribió en la época de Cosroes II Anushiravan. Ya en la era musulmana, Ibn Muqaffa traduce esta obra al árabe, traducción esta que alcanza mucha popularidad en todo el mundo islámico y que se tuvo como modelo y manifestación de la elocuencia o literatura en árabe clásico. La traducción al árabe de Ibn Muqaffa’ fue la versión que se utilizó para las traducciones al persa, griego, turco, español, ruso y alemán.
A mediados del siglo XIII, antes que la de Giovanni da Capua, se hizo en Castilla una versión en latín, primera en Europa, pero no la que bajo el título de Directorium vitae humanae: alias parabola antiquorum sapientium hizo Giovanni da Capua.

## Autoría y datación

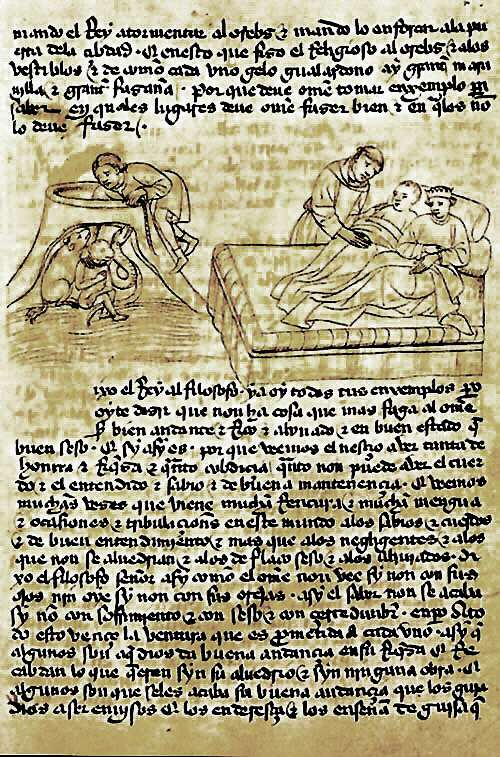
Manuscrito del Calila y Dimna (España, 1251-1261)

El Calila e Dimna nos ha llegado a través de dos manuscritos denominados A y B. Según el colofón del manuscrito A, del primer tercio del siglo XV (ms. h-III-9 de la Biblioteca de El Escorial), el libro «fue sacado de arábigo en latín, et romançado por mandato del infante don Alfonso [...] era de mill e dozientos e noventa y nueve años» (de la era hispánica a la cronología actual, 1261). Sin embargo, como la versión castellana es muy fiel a la arábiga, también es posible descartar la existencia de una traducción intermedia latina. El hecho de que se denomine «infante» a don «Alfonso» (coronado rey de Castilla como Alfonso X en 1252) ha llevado a adelantar de 1261 a 1251 la fecha de composición, y esto supondría que es la primera obra de ficción extensa de literatura en prosa creada en la península Ibérica.

## Estructura

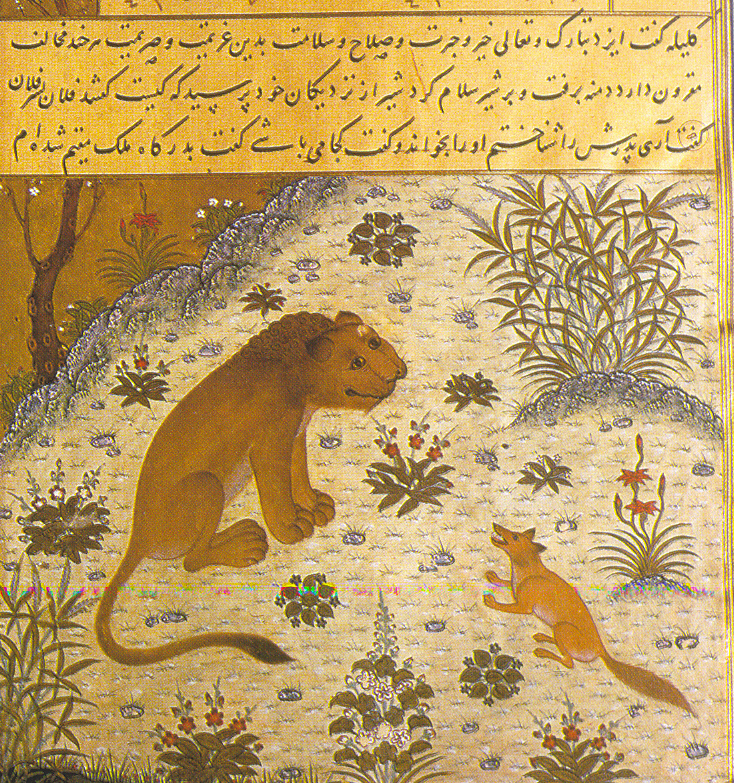
Una página de un códice de 1429 del Calila y Dimna.

La estructura principal de la obra es la narración marco (conversación entre el rey Dicelem y su alguacil-filósofo Burduben), aunque no se descartan otras como la de la caja china (cuentos dentro de otros). Tiene tres partes, que contienen más de setenta historias:
- La introducción de Al-Muqaffa, que es una apología del saber y de su carácter eminentemente práctico (en ella se incluyen algunos exempla).
- La historia de Bercebuey (caps. I y II: el primero describe su viaje a la India en busca de la sabiduría; el segundo es, en realidad, un De contemptu mundi).
- La historia de Calila y Dimna propiamente dicha. En ella, a su vez, podemos distinguir dos partes:
  - Una, compuesta por los caps. III-VI, que son los más complejos en cuanto a composición y los más cercanos al Panchatantra.
  - Otra, que comprende los restantes capítulos, y que sigue unos esquemas organizativos simples y con paralelos orientales menos claros.

## Ediciones
- Calila e Dimna, ed. introducción y notas de Juan Manuel Cacho Blecua y María Jesús Lacarra, Madrid, Castalia (col. «Clásicos Castalia», 133), 1984. Se funda sobre todo en el manuscrito A.
- ''Kalila y Dimna, y otras fábulas del Panchatantra''. Traducción de Nicole d'Amonville Alegría. Acantilado 2017. ISBN 978-84-16748-36-5
- https://www.goodreads.com/book/show/34834360-kalila-y-dimna-y-otras-f-bulas-del-panchatantra
- Marcelino Villegas, «Introducción» en A. Benalmocaffa, Calila y Dimna, Madrid, Alianza, 1991.

## En el cine y la TV
En 2021, el productor de cine Pedro Alonso Pablos adaptó a una miniserie animada del contenido principal del Calila y Dimna.